# Xã Solway, Quận St. Louis, Minnesota
Xã Solway (tiếng Anh: Solway Township) là một xã thuộc quận St. Louis, tiểu bang Minnesota, Hoa Kỳ. Năm 2010, dân số của xã này là 1.944 người.